# Terreiro Tombenci
Raiz do Tombenci ou Itombenci é uma casa de Angola considerada como a mais antiga da Bahia, fundada por Roberto Barros Reis, (Tata Quimbanda Quinunga sua dijina) por volta de 1850, era um escravo angolano, de propriedade da família Barros Reis, que lhe emprestou o nome pelo qual era conhecido.
Após seu falecimento a Inzo (casa) passou a ser comandada por Maria Genoveva do Bonfim, mais conhecida como Maria Neném mameto (Tuenda Unzambi sua dijina), era gaúcha, filha de Caviungo e foi considerada a mais importante sacerdotisa do candomblé de Angola, a mãe do angola na Bahia. Ela assumiu este cargo por volta dos anos 1909, falecendo em 1945.[carece de fontes?]
Iniciados em 13 de junho de 1910, Manoel Rodrigues do Nascimento (Cambambê sua dijina) e Manoel Ciriaco de Jesus (Ludiamungongo sua dijina) tiveran Sinhá Badá de Oxalá como mãe pequena e Tio Joaquim como pai pequeno. Em 1919 fundaram o Terreiro Tumba Junçara.[carece de fontes?]
Maria Neném, acolheu Francelina Evangelista dos Santos (Mameto Dialumbidi – Dona Miúda) para ser iniciada em sua Inzo (casa). Filha de Dandalunda, após receber seu cargo fundou o Terreiro Viva Deus situado na estrada das Barreiras,1233, Salvador, Bahia. Também recolheu Leocádia Maria dos Santos (Mameto Ujitu) filha de Quingongo, que fundou o Terreiro Viva Deus Filho, na Fazenda Grande, que depois mudou para Engomadeira, hoje quem zela pela Inzô Viva Deus Filho é Mãe Toinha (Mameto Quixima).[carece de fontes?]
O Tombenci deu origem a inúmeras casas, entre elas o Unzó Matamba Tombenci Neto, em Ilhéus, Bahia e o Ombala Tumbansi Tua Nzambi Ngana Kavungu, dirigido e organizado pelo Ungombo Catuvanjece - Walmir Damasceno em Itapecerica da Serra, região metropolitana de São Paulo.[carece de fontes?]